# Maia (fusée)
Maia est un lanceur spatial léger français développé par MaiaSpace, filiale de ArianeGroup, dont le premier vol est prévu en 2025. Ce lanceur bi-étages, utilise le moteur-fusée Prometheus (poussée de 980 kilonewtons) brûlant un mélange de méthane liquide et d'oxygène liquide développé, produit et testé par ArianeGroup. Le premier étage est réutilisable. Son constructeur annonce une capacité de 1,5 tonne en orbite héliosynchrone (500 kg en version réutilisable, et 2,5 tonnes équipé de l'étage optionnel Colibri).

## Historique
La société MaiaSpace est une filiale d'ArianeGroup qui est créée fin 2021 à la même époque que plusieurs autres start-up ayant également pour objectif de développer un lanceur léger : Sirius Space Services, HyPrSpace et Latitude. L'objectif est d'utiliser le savoir-faire d'ArianeGroup dans le domaine des fusées pour développer un lanceur léger - secteur en pleine expansion - en utilisant un cadre organisationnel plus léger et plus souple (start-up). La société est installée à Vernon sur le site de d'ArianeGroup.
La société dispose d'un soutien financier important de sa maison mère avec un investissement de 125 millions d'euros. Le développement de la fusée réutilise également une grande partie des développements autour du prototype Themis et du moteur Prometheus qui début 2024 avaient bénéficié d'un investissement total de 300 millions euros.
La société MaiaSpace fait partie des quatre constructeurs français de lanceur léger susceptibles de bénéficier d'une enveloppe totale de 400 millions euros dont le versement a été annoncé en mars 2024 au titre du plan d'investissement France 2030. Une petite avance doit être versée pour financer le développement des lanceurs mais le versement de l'essentiel de cette somme est conditionné par la réussite d'un premier vol entre 2026 et 2028.

## Développement
Le développement du lanceur Maia repose largement sur celui du prototype d'étage Themis et du moteur-fusée Promotheus mis au point par ArianeGroup pour préparer le développement du lanceur Ariane Next sucesseur de l'Ariane 6. Le premier étage de Maia est en fait un un étage Themis agrandi. Les premiers tests sur banc d'essais du moteur-fusée Prometheus ont lieu en juin (12 secondes de fonctionnement) et octobre 2023 (30 secondes de fonctionnement).
Les premiers tests sur banc d'essais d'un prototype du second étage de Maia ont lieu en septembre 2023 à Vernon dans les installations de ArianeGroup et doivent se poursuivre au début de 2024 avec une deuxième prototype. Le troisième étage Colibri est testé pour la première fois sur banc d'essais en décembre 2023.

## Caractéristiques techniques
Le lanceur qui ferait environ 50 mètres de haut comporte dans sa version standard deux étages. Le premier étage, qui est réutilisable, dérive du prototype Themis et utilise comme celui-ci trois moteurs-fusées à ergols liquides Promotheus (poussée de 980 kilonewtons) brûlant un mélange de méthane liquide et d'oxygène liquide. Le deuxième étage est propulsé par un unique moteur Prometheus. Un troisième étage optionnel, baptisé Colibri, permet d'augmenter sa capacité d'emport de 1 500 à 2 500 kg en orbite basse. La coiffe, qui encapsule le troisième étage Colibri optionnel, a une hauteur de 3 mètres.

## Installations de lancement
Le lanceur Maia décollera du Centre spatial guyanais en Guyane française.

## Comparatif des lanceurs légers européens existants et en développement
| Lanceur            | Constructeur            | Pays        | Capacité                    | Statut        | 1er vol    | Hauteur | Masse  | Propulsion         | Autres caractéristiques                                                                       |
| ------------------ | ----------------------- | ----------- | --------------------------- | ------------- | ---------- | ------- | ------ | ------------------ | --------------------------------------------------------------------------------------------- |
| Maia               | MaiaSpace               | France      | 500 à 1500 kg, puis 2500 kg | Développement | 2025       | 50m     |        | Propergol solide   | Réutilisable (500 kg) 3ème étage optionnel ==> 2500 kg                                        |
| Launcher 1         | Dark                    | France      | 300 kg                      | Développement | 2026       |         |        |                    | Lanceur aéroporté                                                                             |
| OB-1               | HyPrSpace               | France      | 250 kg                      | Développement | 2026       |         |        | Propulsion hybride | Emploi de moteurs hybrides utilisant un mélange d'ergols liquides et solides                  |
| Zéphyr             | Latitude                | France      | 100 kg                      | Développement | 2026       | 19m     |        |                    | Structure en composite et moteurs imprimés en 3D                                              |
| Sterne             | Opus Aerospace          | France      | 150 kg                      | Développement |            |         |        |                    |                                                                                               |
| Sirius 1           | Sirius Space Services   | France      | 175 kg                      | Développement | 2026       | 25m     |        |                    | Moteurs fabriqués à 85% par impression 3D                                                     |
| Small Sat Launcher | Spark Orbital           | France      |                             | Conception    |            |         |        |                    |                                                                                               |
| SL1                | HyImpulse               | Allemagne   | 500 kg                      | Développement | 2024       | 33m     |        | Propulsion hybride | Emploi de moteurs hybrides utilisant un mélange d'ergols liquides et solides                  |
| Spectrum           | Isar Aerospace          | Allemagne   | 1000 kg                     | Développement | 2024       | 27m     |        |                    | Emploi de propane comme ergol                                                                 |
| RFA One            | Rocket Factory Augsburg | Allemagne   | 1300 kg                     | Développement | 2024       | 30m     |        |                    |                                                                                               |
| Valkyrie           | GAIA Aerospace          | Allemagne   | 100 kg                      | Conception    | 2026       |         |        |                    |                                                                                               |
|                    | Astraius                | Royaume-Uni | 800 kg                      | Conception    |            |         |        |                    | Lancement aérien vertical                                                                     |
| Black Arrow 2      | Black Arrow             | Royaume-Uni | 530 kg                      | Conception    |            |         |        |                    |                                                                                               |
| Colibri            | B2Space                 | Royaume-Uni | 200 kg                      | Développement |            |         |        |                    | Lancement depuis un ballon stratosphérique                                                    |
| Prime              | Orbex                   | Royaume-Uni | 180 kg                      | Développement | 2024       | 19m     |        |                    | Structure en composite et utilisation de propane comme ergol                                  |
| Skyrora XL         | Skyrora                 | Royaume-Uni | 315 kg                      | Développement | 2024       | 23m     |        |                    |                                                                                               |
| Miura 5            | PLD Space               | Espagne     | 450 kg                      | Développement | 2026       | 34m     |        |                    | Premier étage récupérable grâce à l'emploi de parachutes et de freinage propulsif             |
| Vega               | Avio                    | Italie      | 2300 kg                     | Opérationnel  | 13/02/2012 | 30m     | 136 t. | Propergol solide   |                                                                                               |
| Vega-C             | Avio                    | Italie      | 3300 kg                     | Opérationnel  | 13/07/2022 | 36m     | 212 t. | Propergol solide   |                                                                                               |
| Vega-E             | Avio                    | Italie      | 3300 kg                     | Développement | 2026       | 36m     |        | Propergol solide   |                                                                                               |
| STS                | Avio                    | Italie      | 200 kg                      | Conception    | 2026       |         |        |                    | Lanceur léger utilisant un mélange d'oxygène liquide et de méthane pour alimenter ses moteurs |